# Itapecerica da Serra
Itapecerica da Serra este un oraș în São Paulo (SP), Brazilia.